# Fuga da Los Angeles
Fuga da Los Angeles (Escape from L.A.) è un film del 1996 diretto da John Carpenter. Sequel del fortunato 1997: Fuga da New York, sempre di Carpenter e con lo stesso protagonista, Kurt Russell nel ruolo che lo aveva reso famoso al grande pubblico, Jena Plissken (in originale Snake Plissken).
Prodotto da Debra Hill come il prototipo, e da Russell al suo esordio nella produzione, è un kolossal d’azione targato Paramount Pictures con un budget da 50.000.000 di dollari ambientato in una futuristica 'città degli angeli' trasformatasi dopo il 'Big One' in colonia penale ma a differenza del primo film alla sua uscita è stato un fiasco al botteghino e in generale poco amato dalla critica. La sceneggiatura, firmata dal regista e dai due produttori, è basata sui personaggi originali di Carpenter e di Nick Castle.

## Trama
Sedici anni dopo il salvataggio del presidente da New York, nel 2013 la figlia viziata del Presidente degli Stati Uniti si è unita al peruviano leader di Sendero Luminoso Cuervo Jones, rubando un telecomando in grado di riposizionare i satelliti orbitanti intorno alla Terra e di rendere inutilizzabile ogni congegno elettronico del pianeta. Jones e la sua banda si nascondono a Los Angeles: come avvenne per New York 16 anni prima, la città è divenuta, dopo il distacco della California dal resto del continente a causa del Big One, il terremoto più devastante e più temuto di tutti nell'area della Faglia di Sant'Andrea, una prigione per ogni tipo di persona condannata per aver infranto le leggi morali americane. Tali leggi sono state volute dallo stesso presidente americano.
Il governo decide di utilizzare il prigioniero Jena Plissken ("Snake" Plissken nell'originale americano) per recuperare il telecomando e la figlia del Presidente. Inizialmente riluttante, Jena è costretto ad accettare quando gli viene iniettato nel sangue un potente virus che sarà curato solo al termine della missione.
Una volta giunto sull'isola, Jena sfrutterà l'aiuto di Eddie - detto la mappa delle stelle -, dell'ammaliante ex-prostituta trans Hershe Las Palmas e della musulmana Taslima per rintracciare Cuervo Jones.

## Colonna sonora
La colonna sonora così com'è stata pubblicata è divisa in due cd: uno, edito dalla Milan, contiene la partitura originale composta da John Carpenter e Shirley Walker, mentre il secondo, della Atlantic, presenta le canzoni non originali inserite nel film oltre ad altre presentate come omaggio alla pellicola.
Quella che segue è la tracklist del disco di Carpenter e Walker.
1. Escape from New York Main Title (2:07)
2. History of Los Angeles (2:09)
3. Snake's uniform (0:58)
4. Submarine launch (2:36)
5. Sunset Blvd. bazaar (2:03)
6. Motorcycle chase (2:23)
7. Showdown (1:27)
8. Beverly Hills surgeon general (4:10)
9. The future is right now (2:00)
10. Hang glider attack (2:30)
11. The black box (1:14)
12. Escape from Coliseum (1:53)
13. Helicopter arrival (2:05)
14. Fire fight (2:49)
15. Escape from happy kingdom (1:30)
16. Crash landing (1:38)

## Produzione
- Il progetto è stato in fase di sviluppo fin dagli 80'. In origine era stato opzionato dalla società di Dino De Laurentiis, che commissionò una sceneggiatura a Coleman Luck ma a Carpenter questa prima versione dello script non piacque. Tempo dopo, il regista si riunì con Debra Hill e Kurt Russell, rispettivamente la produttrice e il protagonista di 1997: Fuga da New York, per scrivere una sceneggiatura completamente diversa. Il progetto venne in seguito opzionato dalla Paramount Pictures grazie alla presenza e all’insistenza di Russell, che amava il personaggio, e che interpretandolo nel film originale era diventato una star.
- Il finale del film è stato interamente scritto da Kurt Russell.
- Steve Buscemi ha accettato la parte di Eddy per finanziare con il proprio salario Mosche da bar, il suo esordio come regista.
- Kate Hudson ha fatto il provino per la parte di Utopia.
- Kurt Russell è stato pagato 10.000.000 di dollari come attore, sceneggiatore e produttore.
- Gran parte delle riprese del film si sono svolte di notte.
- Tantissimi i ruoli cameo interpretati nel film. Dai nomi più importanti e in vista come Peter Fonda (Pipeline il surfista), Bruce Campbell (il chirurgo) e Pam Grier (il gangster transgender amico di Jena), fino a diverse apparizioni fulminee come Peter Jason (il sergente), Robert Carradine (lo skinhead), Breckin Meyer (uno dei surfisti), il regista Paul Bartel (l’uomo del congresso) e la pornostar Aiden Starr (l’infermiera).
- Il film è ambientato nel 2013, sedici anni dopo 1997: Fuga da New York.
- La voce narrante è di Kathleen Blanchard, la stessa di 1997: Fuga da New York.
- Lo stuntman John Casino, in questo film, come in tante altre produzioni cinematografiche e televisive, è la controfigura di Kurt Russell e di Bruce Campbell.
- Gran parte dei membri della gang di Hershe Las Palmas avevano già recitato per Carpenter in Grosso guaio a Chinatown.
- Nel film, il Big One porta al distacco della California dal resto del continente. In realtà le due faglie "scorrono" parallele: non vi sarebbe un allontanamento dalla terraferma bensì uno slittamento della penisola verso Nord o Sud.
- L’attrice Pam Grier, che interpreta il gangster transgender Hershe Las Palmas, è stata doppiata da un uomo. Stessa cosa in gran parte delle versioni del film doppiate per i vari paesi, compresa quella italiana.
- La canzone dei titoli di coda 'The One' è sta composta ed eseguita dal futuro regista Rob Zombie e dal suo gruppo, i White Zombie.
- Valeria Golino, che nel film interpreta Taslima, per la versione italiana è stata doppiata da Antonella Rendina.
- Nell’edizione italiana, il direttore del doppiaggio è Carlo Valli, che diede la voce a Kurt Russel in 1997: Fuga da New York. Come nuovo doppiatore di Jena è stato scelto l’attore teatrale Massimo Venturiello.

## Accoglienza

### Incassi
Fuga da Los Angeles è uscito negli Stati Uniti e in Canada il 9 agosto del 1996 in 2.312 sale cinematografiche incassando 25.477.365 dollari contro un budget di circa 50.000.000, un incasso simile a quello fatto dal suo predecessore ma senza contare la differenza con l’inflazione e raggiungendo solo la metà del suo costo, significativamente più alto rispetto al film precedente. 
Sembra che lo scarso appeal commerciale sia stato generato dalle recensioni non proprio esaltanti, che accusavano il film di violenza e fascismo ma soprattutto di essere troppo simile al primo. A livello mondiale, la pellicola raggiunse l’incasso totale di 42.277.000 dollari e in Italia venne distribuita nei cinema dal 10 gennaio del 1997 incassando 2.441.603.000 lire.

### Critica
Fuga da Los Angeles ha ricevuto critiche miste. Sull'aggregatore di recensioni Rotten Tomatoes il film ha un punteggio di approvazione del 52%, basato su 56 recensioni.. Su Metacritic ha un punteggio di 54 su 100, basato su 21 recensioni.